# Microsema vulgaris
Microsema vulgaris är en fjärilsart som beskrevs av Butler 1881. Microsema vulgaris ingår i släktet Microsema och familjen mätare. Inga underarter finns listade i Catalogue of Life.